# HMS Superb (1907)
HMS Superb là một thiết giáp hạm dreadnought thuộc lớp Bellerophon của Hải quân Hoàng gia Anh Quốc Được chế tạo tại xưởng tàu của hãng Armstrong Whitworth ở Elswick với chi phí 1.744.287 Bảng Anh, Suberb hoàn tất vào ngày 19 tháng 6 năm 1909, trở thành chiếc thiết giáp hạm kiểu dreadnought thứ tư được hoàn tất trên khắp thế giới, chỉ sau HMS Dreadnought và hai chiếc tàu chị em HMS Bellerophon và HMS Temeraire.

## Thiết kế và chế tạo

### Thiết kế
Sự ra đời của thiết giáp hạm HMS Dreadnought mở ra một kỷ nguyên mới về tàu chiến, đồng thời cũng khiến chương trình chế tạo tàu chiến của Pháp, Đức và Hoa Kỳ bị đình trệ đáng kể, vì họ nhận ra thế hệ tàu chiến mới phải bắt kịp khả năng của Dreadnought.  Tận dụng lợi thế dẫn trước này, lớp Bellerophon được chế tạo với thiết kế dựa trên Dreadnought và chỉ nhỉnh hơn đôi chút. Dàn pháo chính được giữ lại với cùng cách bố trí, và cùng hệ thống động lực. Những cải tiến nhỏ bao gồm: cột ăn-ten ba chân phía trước được đặt trước ống khói phía trước, nhằm giúp cho vị trí trinh sát bên trên cột ăn-ten bớt bị khói che khuất; và cột ăn-ten chính trở thành cột ba chân kích thước đầy đủ thay vì cột ăn-ten nhỏ như trên Dreadnought. Tuy nhiên, do được bố trí phía trước ống khói phía sau, vị trí trinh sát trên đỉnh cột ăn-ten thường không thể sử dụng bởi khói thoát ra.

#### Vũ khí
Vũ khí chính bao gồm mười khẩu pháo BL 12 inch (304,8 mm) 45 calibre Mk X trên bệ Mark VIII, được bố trí trên năm tháp pháo nòng đôi. Tháp pháo "A" phía trước được đặt trên sàn trước, và có góc bắn không bị che khuất qua mũi tàu lên đến 270°. Cặp tháp pháo "P" và "Q" được bố trí đối xứng hai bên mạn tàu trên mức sàn chính, tại một vị trí giữa các ống khói phía trước và phía sau; chúng có góc bắn danh định lên đến 180° từ trước ra sau theo trục chính, nhưng trong thực tế góc bắn sát cấu trúc thượng tầng sẽ làm hư hại không chấp nhận được. Chúng không có khả năng bắn chéo qua mạn đối diện. Tháp pháo "X" được đặt ngang mức sàn trước, giữa ống khói phía sau và cấu trúc thượng tầng phía sau; nó có góc bắn khoảng 120° mỗi bên mạn, nhưng không thể bắn trực tiếp ra phía trước mũi hay sau đuôi tàu. Tháp pháo "Y" đặt ở sàn sau ở mức sàn chính, và có góc bắn qua đuôi tàu khoảng 300°. Mỗi khẩu pháo mang theo 80 quả đạn.
Để phòng vệ chống lại các con tàu nhỏ tấn công với ngư lôi, Dreadnought trước đây được trang bị pháo 3-inch, thường gọi là pháo 12-pounder; đây là do đề nghị của Đô đốc John Fisher, lúc đó đang là Thứ trưởng thứ nhất Bộ Hải quân Anh.  Kiểu vũ khí này được đánh giá là quá nhỏ, nên Suberb được trang bị mười sáu khẩu BL 4 inch (101,6 mm) 50-calber Mk VII, bao gồm tám khẩu nòng đơn trên cấu trúc thượng tầng và bốn khẩu đội nòng đôi trên nóc các tháp pháo chính "A", "P", "Q" và "Y". Trong đợt tái trang bị năm 1916, các khẩu pháo trên nóc các tháo chính được tháo dỡ, bố trí lại trên cấu trúc thượng tầng thành tấm khẩu đội nòng đôi. Đến năm 1917, ba khẩu được tháo dỡ để trang bị cho các tàu chiến nhỏ bảo vệ tàu buôn, đồng thời con tàu được bổ sung một khẩu 4-inch và một khẩu 3-inch phòng không ở phía sau bên mạn phải cho mục đích phòng không.
Vào lúc chế tạo, Superb được trang bị ba ống phóng ngư lôi 18-inch, gồm một ống mỗi bên mạn và một ống phía đuôi tàu. Ống phóng phía đuôi tàu bị tháo dỡ trong đợt tái trang bị năm 1916. Nó cũng mang theo bốn khẩu pháo chào 3-inch.

#### Động lực
Superb có bốn trục chân vịt, mỗi trục được dẫn động bởi một turbine hơi nước của hãng Parsons. Hơi nước được cung cấp bởi 18 nồi hơi Babcock với áp lực hoạt động 235 psi (1.620 kPa). Công suất thiết kế là 23.000 ihp (17.000 kW) cho phép con tàu đạt tốc độ tối đa 20,75 kn (38,43 km/h). Lượng nhiên liệu mang theo tối đa là 2.648 tấn than cùng 840 tấn dầu; bán kính phạm vi hoạt động là 4.230 nmi (7.830 km) ở tốc độ 18 kn (33 km/h), đốt than được phun dầu, hoặc 5.720 nmi (10.590 km) ở tốc độ đường trường 10 kn (19 km/h), cũng sử dụng nhiên liệu hỗn hợp. Thiết kế của nồi hơi không cho phép sử dụng đốt dầu như là nguồn nhiên liệu duy nhất.

### Chế tạo
Superb được đặt hàng vào ngày 26 tháng 12 năm 1906 và được đặt lườn vào ngày 6 tháng 2 năm 1907. Nó chỉ được hạ thủy vào tháng 5 năm 1909; việc chế tạo nó bị trì hoãn đang kể do sự đình công phản đối của công nhân xưởng tàu. Nó được cho nhập biên chế tại Portsmouth vào ngày 29 tháng 5 năm 1909.

## Lịch sử hoạt động
Superb được biên chế cùng Đội 1 trực thuộc Hạm đội Grand, và tham gia các hoạt động thực tập thường lệ trong thời bình cùng các đơn vị khác của hạm đội. Vào ngày 24 tháng 6 năm 1911, nó hiện diện trong buổi Duyệt binh Hạm đội nhân lễ Đăng quang của Vua George V. Vào ngày 1 tháng 5 năm 1912, Đội 1 được đổi tên thành Hải đội Chiến trận 1, và tiếp tục các hoạt động trong thời bình cho đến ngày 29 tháng 7 năm 1914, khi Hạm đội Grand được điều động đến căn cứ thời chiến của chúng tại Scapa Flow.
Vào ngày 10 tháng 11 năm 1915, Superb được điều động sang Hải đội Chiến trận 4, vốn chỉ thay đổi vị trí trong cấu trúc chỉ huy mà không thay đổi vị trí địa lý. Trong trận Jutland vào ngày 31 tháng 5 năm 1916, nó là soái hạm của Hải đội Chiến trận 4, mang cờ hiệu của Chuẩn đô đốc Alexander. L. Duff. Trong trận chiến nó không bị bắn trúng phát nào và không bị thương vong. Nó không tham gia hoạt động nào khác trong thời gian còn lại của Chiến tranh Thế giới thứ nhất, và quay trở lại hoạt động thực tập thường lệ vào năm 1918.
Đến tháng 10 năm 1918, Superb được điều động để tăng cường cho Hải đội Đông Địa Trung Hải Anh Quốc, và đến tháng 11 đã đảm nhiệm vai trò soái hạm của Phó đô đốc Somerset Gough-Calthrope dẫn đầu một lực lượng hỗn hợp Anh-Pháp băng qua eo biển Dardanelles để đi đến Constantinople, nay là Istanbul, sau khi Đế quốc Ottoman ký hiệp ước đình chiến kết thúc chiến tranh. Nó được thay phiên vào tháng 4 năm 1919 để quay trở về Anh; và vào ngày 26 tháng 4 năm 1919 được đưa về lực lượng dự bị tại Sheerness. Vào tháng 5 năm 1922, nó được sử dụng như một mục tiêu tác xạ, và đến cuối năm đó như một mục tiêu thực tập không kích. Vào tháng 12 năm 1922, nó bị bán cho hãng Stanlee Shipbreaking Company tại Dover, và được kéo đến Dover để tháo dỡ.